# Шестой период периодической системы
К шесто́му пери́оду периоди́ческой систе́мы относятся элементы шестой строки (или шестого периода) периодической системы химических элементов. Строение периодической таблицы основано на строках для иллюстрации повторяющихся (периодических) трендов в химических свойствах элементов при увеличении атомного числа: новая строка начинается тогда, когда химические свойства повторяются, что означает, что элементы с аналогичными свойствами попадают в один и тот же вертикальный столбец. Шестой период содержит 32 элемента (на 14 больше, чем предыдущий), в том числе включает особую группу элементов — лантаноиды. В него входят: цезий, барий, лантан, церий, празеодим, неодим, прометий, самарий, европий, гадолиний, тербий, диспрозий, гольмий, эрбий, тулий, иттербий, лютеций, гафний, тантал, вольфрам, рений, осмий, иридий, платина, золото, ртуть, таллий, свинец, висмут, полоний, астат и радон. В этом периоде содержится 9 переходных металлов, от гафния до ртути, иногда к их числу причисляют и лантан, который относят также и к лантаноидам. В триаде осмий — иридий — платина для осмия известна степень окисления +8. Астат имеет достаточно выраженный металлический характер. Радон, по всей вероятности, обладает наибольшей реакционной способностью из всех инертных газов. Из-за того, что он сильно радиоактивен, его химия мало изучена.
Этот период имеет большое количество исключений из правила Клечковского, к ним относятся: лантан (La), церий (Ce), гадолиний (Gd), платина (Pt) и золото (Au).
Некоторые из элементов шестого периода (например, золото, свинец и ртуть) были известны ещё с древности, однако большинство были открыты в XIX веке.

## Элементы
| Группа     | 1          | 2          | 3     | 4     | 5     | 6     | 7     | 8     | 9     | 10    | 11    | 12    | 13    | 14    | 15    | 16    | 17    | 18    |
|            | I          | II         |       |       |       |       |       |       |       |       |       |       | III   | IV    | V     | VI    | VII   | VIII  |
| Символ     | 55 Cs      | 56 Ba      | 57-71 | 72 Hf | 73 Ta | 74 W  | 75 Re | 76 Os | 77 Ir | 78 Pt | 79 Au | 80 Hg | 81 Tl | 82 Pb | 83 Bi | 84 Po | 85 At | 86 Rn |
| Лантаноиды | Лантаноиды | Лантаноиды | 57 La | 58 Ce | 59 Pr | 60 Nd | 61 Pm | 62 Sm | 63 Eu | 64 Gd | 65 Tb | 66 Dy | 67 Ho | 68 Er | 69 Tm | 70 Yb | 71 Lu |       |

| Щелочные металлы | Щёлочноземельные металлы | Лантаноиды | Актиноиды | Переходные металлы | Постпереходные металлы | Полуметаллы | Неметаллы | Галогены | Инертные газы |